# اسم إيطالي شائع
الاسم الإيطالي الشائع (بالإيطالية: Denominazione Comune Italiana، مختصره DCIT)‏ هو التسمية الإيطالية الرسمية المعتمدة للدواء.